# Cassiel Rousseau
Pour les articles homonymes, voir Rousseau.
Cassiel Rousseau, né le 4 février 2001 à Brisbane, est un plongeur australien. 

## Carrière
Cassiel Rousseau pratique dans un premier temps la gymnastique acrobatique puis commence la pratique du plongeon en 2017.
Il se classe 9e en plateforme à 10 m lors des Championnats du monde de 2019 à Gwangju, puis finit 8e de cette épreuve lors des Jeux olympiques de 2020 à Tokyo.
Aux Jeux du Commonwealth de 2022 à Birmingham il est médaillé d'or en plateforme à 10 m  et médaillé de bronze en plongeon synchronisé à 10 m avec Domonic Bedggood ainsi qu'en plongeon synchronisé à 10 m mixte avec Emily Boyd.
Il remporte la médaille d’or en plateforme à 10 m lors des Championnats du monde de 2023 à Fukuoka.

## Famille
Cassiel Rousseau est le petit-fils du cycliste français Michel Rousseau, qui a remporté l'or au sprint masculin aux Jeux olympiques d'été de 1956.

## Palmarès

### Championnats du monde
- Championnats du monde 2023 à Fukuoka ( Japon) :
  -  Médaille d'or du plongeon individuel à 10 m
- Championnats du monde 2024 à Doha ( Qatar) :
  -  Médaille de bronze du plongeon par équipes
- Championnats du monde 2025 à Singapour ( Singapour) :
  -  Médaille d'or du plongeon individuel à 10 m
  -  Médaille d'argent du tremplin à 3 m synchronisé mixte

### Jeux du Commonwealth
- Jeux du Commonwealth 2022 à Birmingham ( Royaume-Uni) :
  -  Médaille d'or du plongeon individuel à 10 m
  -  Médaille de bronze du plongeon synchronisé à 10 m avec Domonic Bedggood
  -  Médaille de bronze du plongeon synchronisé mixte à 10 m avec Emily Boyd